# Korabi Peshkopi
Maillots
Le Korabi Peshkopi est un club albanais de football basé à Peshkopi.

## Historique du club
- 1945 - fondation du club sous le nom de Korabi Peshkop
- 1949 - le club est abandonné.
- 1951 - le club renaît sous le nom de Puna Peshkop
- 1958 - le club est renommée Korabi Peshkop
- 1963 - 1re participation en Super League